# Gereformeerde kerk van Ulrum
De gereformeerde kerk van Ulrum is een kerkgebouw uit 1901 in Ulrum in de provincie Groningen.  

## Geschiedenis
Het gebouw werd oorspronkelijk ontworpen als zaalkerk, in 1926 werd het uitgebreid met een dwarsschip. Het ontwerp is van de architect Lammert Reitsma (1864-1941). Sinds de fusie tussen Hervormden en Gereformeerden draagt de kerk de naam Goede Herderkerk.
Ulrum was de plaats waar Hendrik de Cock in 1834 de Afscheiding begon. De Gereformeerde kerk in Ulrum werd gebouwd kort na het samenkomen in 1892 van Afscheiding en Doleantie. 